# Міністерство фінансів Польщі
 Міністерство фінансів Польщі (пол. Ministerstwo Finansów) адмініструє проекти державного бюджету, має справу з податками, фінансуванням органів місцевого самоврядування та питаннями, пов'язаними з державним боргом.
У галузі оподаткування, міністерство контролює систему місцевих та регіональних податкових управлінь. Звичайна податкова інспекція називається пол. Urząd skarbowy (буквально «Офіс скарбниці»), а вищий рівень адміністрації називається пол. Izba skarbowa («Казенна палата»). Є близько 400 перших на території всієї країни, і 16 останніх, по одному в кожному воєводстві. У кожному воєводстві до всього є ще один «Офіс податкової інспекції»
Міністерство фінансів розташоване поруч з Міністерством скарбниці, яке відповідає переважно за управління національно-державними активами, а також Міністерством економіки.